# 彭博有限合夥企業

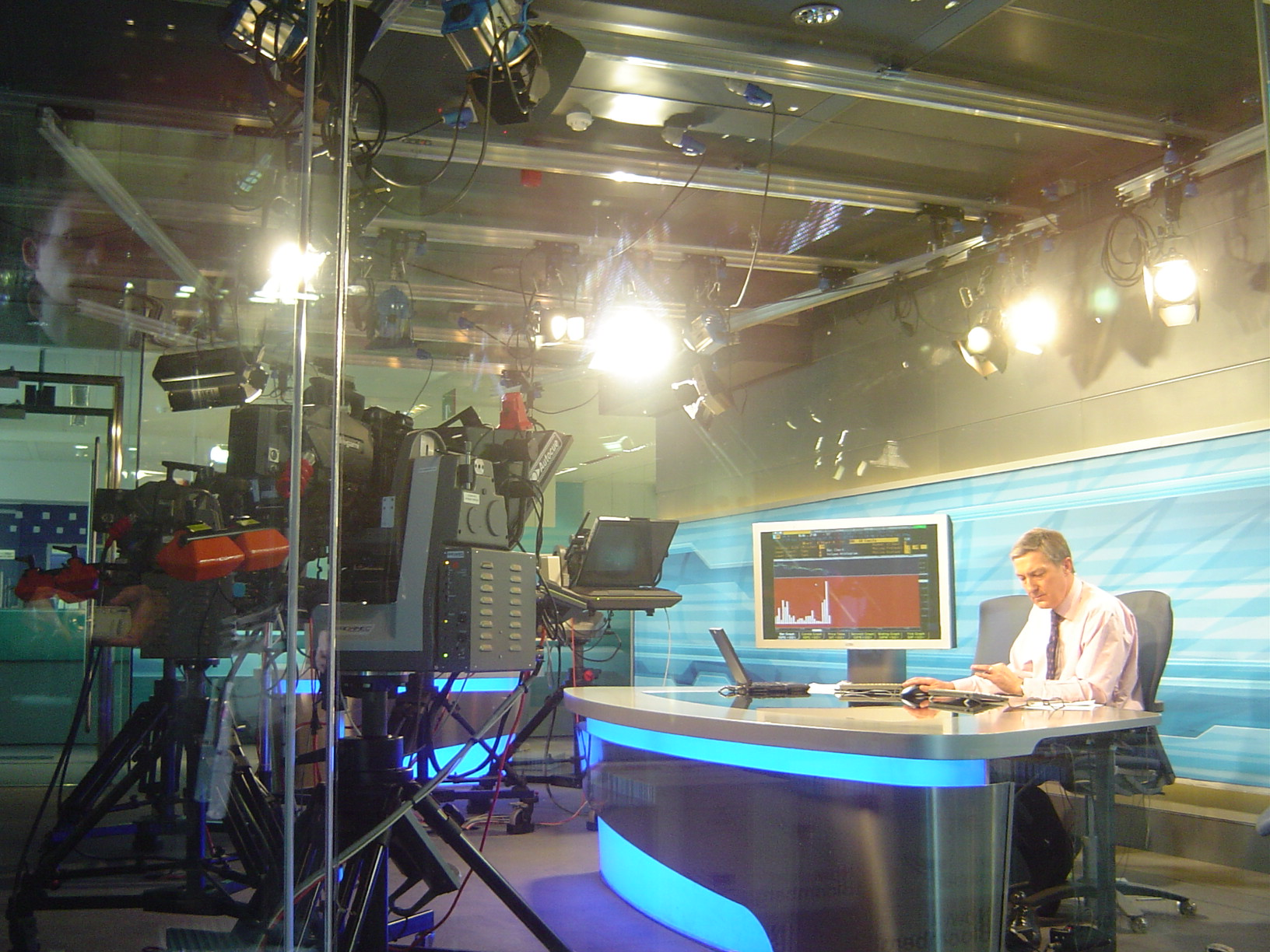
位于伦敦的彭博新闻演播厅

彭博有限合伙企业（英語：Bloomberg L.P.）是美國的跨國大眾傳播媒體公司，提供新聞、全球商業和金融數據服務。集團總部位於紐約市的莱辛顿大道731号。
彭博於全球176個地點擁有超過19,000名員工。

## 历史
1981年，迈克尔·布隆伯格當時還是所罗门兄弟的合夥人，因公司被收購而離職，並獲得一筆1千萬美金的遣散費。他用這筆錢創業，建立了創新市場系統公司(Innovative Market Systems)，也就是彭博公司的前身。
1982年，美林证券成為公司的第一位客戶，購買了22台Market Master終端機（彭博終端的前身）。美林對該產品很有興趣，並在1984年投資了3千萬美金。
1986年，公司改名為“彭博有限合夥企業”。
1990年，為了給彭博終端客戶提供資訊服務，一個6人的專職團隊開始了彭博新聞服務，並逐步發展成了彭博新聞社。
1993年，彭博電台（Bloomberg Radio）上線。
1994年，彭博電視（Bloomberg TV）開播。
1995年，彭博進入中國市場。
2001年，高逸雅出任公司董事长。
2009年，彭博收購了《商業周刊》，將其更名為《彭博商業周刊》並沿用至今。

## 產品及服務
- 彭博终端
- 彭博新聞社
- 彭博商业周刊
- 彭博電視

## 外部連結
- 官方网站
- Bloomberg: Overview
- http://fdncenter.org/pnd/news/story.jhtml?id=36500027 （页面存档备份，存于）
- Bloomberg LP v. Triple E Holdings Limited (2002) GENDND 1665 (December 13, 2002)
- The Vault, containing a company overview
- Fortune Magazine: Bloomberg LP is a prodigious success （页面存档备份，存于）
- Vanity Fair: Bloomberg Without Bloomberg （页面存档备份，存于）